# Paulo Afonso (gemeente)
Paulo Afonso is een gemeente in de Braziliaanse deelstaat Bahia. De gemeente telt 120.706 inwoners (schatting 2017).
De plaats is de zetel van het rooms-katholieke bisdom Paulo Afonso.

## Aangrenzende gemeenten
De gemeente grenst aan Glória, Jeremoabo, Rodelas, Santa Brígida, Delmiro Gouveia (AL) en Canindé de São Francisco (SE).

## Waterkrachtcentrales
In de buurt van Paulo Afonso liggen stuwmeren, enkele dammen en waterkrachtcentrales van o.a. de rivieren São Francisco en Moxotó.

## Galerij

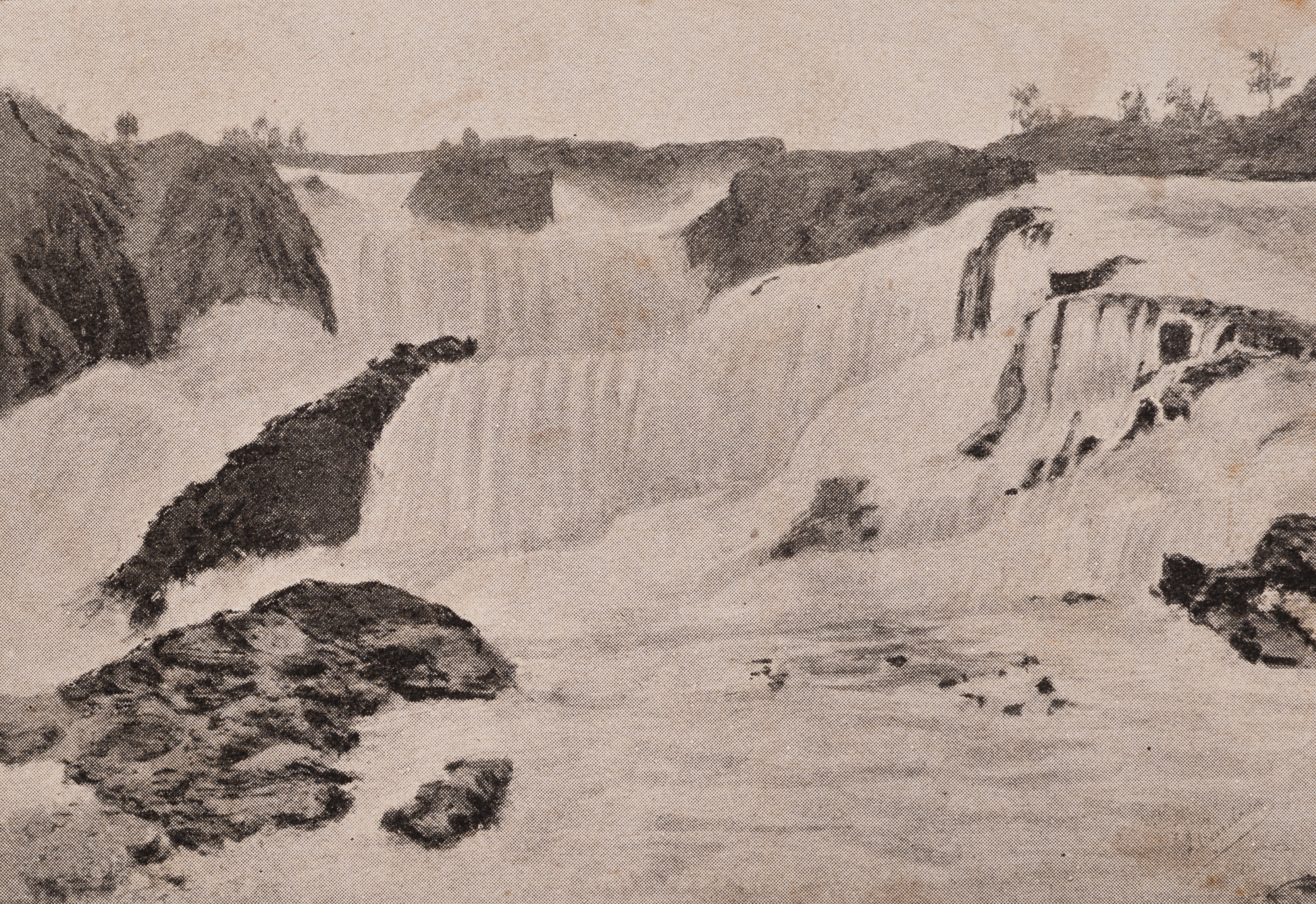
De watervallen in de gemeente Paulo Afonso voor de constructie van de dam